# Kusano Shinpei
Kusano Shinpei (japanisch 草野 心平; * 12. Mai 1903 in Kamiogawa, heute: Iwaki, Präfektur Fukushima; † 12. November 1988) war ein japanischer Lyriker.

## Leben und Wirken
Kusano Shinpei bereiste 1921 erstmals China und an der Lingnan University (嶺南大學) in Hongkong. 1928 veröffentlichte er seinen ersten Lyrikband. Von 1940 bis 1943 war er Berater in Wang Ching-Weis Regierung der Republik China. In dieser Zeit entstanden patriotische Gedichte über den Fuji, in denen er mythologische Themen mit panasiatischen Gedanken verband.
Seine Verse sind dynamisch gestaltet und nutzen alltägliche Sprachmuster. Kusano ist besonders bekannt für seine Gedichte, die das menschliche Leben, die Gefühle aus der Frosch-Perspektive beschreibt. Diese finden sich u. a. in „Authentische Berichte zum Frosch“ (定本　蛙, Teihon kaeru), mit dem er 1949 den ersten 1949 Yomiuri-Literaturpreis für Lyrik gewann.
1983 wurde Kusano als Person mit besonderen kulturellen Verdiensten (Bunka Kōrōsha) geehrt, 1987 mit dem Kulturorden ausgezeichnet.